# Michel Charlemagne
Pour les articles homonymes, voir Charlemagne (homonymie).
Michel Charlemagne est un joueur de Scrabble. En 1975, il devient le premier joueur d'origine française ayant remporté le championnat du monde individuel. Il remporte aussi le championnat de France par paires en 1977.
Il est aussi bien connu pour avoir travaillé avec Michel Duguet, qui lui-même remportera cinq fois le championnat du monde individuel.
Passionné par le Scrabble et par les jeux de cartes (surtout le bridge), il a collaboré avec Duguet pour écrire cinq livres à ces sujets.
Il est chroniqueur au magazine Scrabblerama et tient la rubrique Scrabble dans Le Monde à partir de 1977.

## Palmarès au Scrabble
- Champion du monde : 1975[3]
- Champion de France par paires (avec Françoise Lumbroso) : 1977[3]